# پاتریک برگر
پاتریک برگر (چکی: Patrik Berger؛ زادهٔ ۱۰ نوامبر ۱۹۷۳) بازیکن بازنشستهٔ فوتبال اهل جمهوری چک در پست هافبک است.
از باشگاه‌هایی که در آن بازی کرده می‌توان به دورتموند، لیورپول، پورتسموث، اسپارتا پراگ، اسلاویا پراگ، استون ویلا، استوک سیتی، تیم ملی فوتبال زیر ۲۱ سال جمهوری چک و تیم ملی فوتبال جمهوری چک اشاره کرد.
اوج درخشش پاتریک برگر در جام ملت‌های اروپا ۱۹۹۶ بود که باتیم ملی جمهوری چک راهی فینال شدند؛ اگرچه گلزنی او در این دیدار مقابل آلمان نتوانست مانع قهرمانی آنها شود.